# Шапира, Авраам Элькана
Авраам Элькана Кахане-Шапира (ивр. אברהם אלקנה כהנא שפירא‎;
1 июня 1910 или 20 мая 1914, Иерусалим — 27 сентября 2007, там же) — деятель иудаизма, судья Верховного раввинатского суда Израиля и пятый главный ашкеназский раввин Израиля (1983—1993).

## Биография
Авраам Шапира родился в Иерусалиме, где его род жил на протяжении шести поколений; его предки, последователи Виленского гаона, в своё время были в числе первых ашкеназских евреев, поселившихся в Иерусалиме после долгого перерыва. Источники расходятся в отношении даты его рождения: соглашаясь в том, что она приходится на месяц ияр еврейского календаря, разные источники указывают в качестве года рождения 5670 (1910 по гражданскому календарю) или 5674 (1914 по гражданскому календарю). Его отец, Шломо Залман Шапира, был раввином. Авраам посещал талмуд-тора «Эц Хаим» в Старом городе Иерусалима, а затем учился в иешиве «Тиферет Цви» и Хевронской иешиве (после погрома 1929 года перенесённой в Иерусалим). Ещё молодым человеком включился в богословскую переписку с галахическими авторитетами своего времени, среди которых были Хазон Иш, Ицхок Зеэв Соловейчик, Исер Залман Мелцер и Цви Песах Франк. Его статьи на галахическую тематику, опубликованные в этот период, были позднее сведены в трёхтомник «Минхат Авраам».
В 1956 году главный ашкеназский раввин Израиля Айзик Герцог назначил Авраама Шапира судьёй раввинатского суда в Иерусалиме. В 1971 году Шапира возглавил иерусалимский раввинатский суд, а три года спустя вошёл в состав Верховного раввинатского суда Израиля. В 1980 году он стал членом совета Главного раввината Израиля. С 1977 года возглавлял иешиву «Мерказ ха-Рав» совместно с раввином Цви Иехудой, а после смерти того в 1982 году стал её единоличным руководителем.

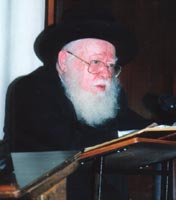
Шапира в 2005 году

Когда в 1983 году подходил к концу срок полномочий главных раввинов Израиля Шломо Горена и Овадьи Йосефа, Шапира пытался добиться его продления. Однако, когда эти усилия не увенчались успехом, именно он в марте 1983 года был избран новым главным ашкеназским раввином Израиля. Из 139 голосов, поданных членами избирательного собрания, он получил 80 (два его соперника получили соответственно 39 и 17 голосов). Должность главного ашкеназского раввина Авраам Шапира занимал 10 лет. На этом посту он способствовал расширению полномочий контролёров кашрута, усилению авторитета раввинов и судей раввинатского суда, открытию новых иешив в Израиле и укреплению связей с ведущими галахическими авторитетами диаспоры.
От жены Пнины — дочери преподавателя иешивы «Мерказ ха-Рав» Шалома Натана Раанана — у раввина Авраама Шапиры было четверо сыновей. Он умер в праздник Суккот 15 тишри 5768 года по еврейскому календарю (27 сентября 2007 по гражданскому летосчислению) после нескольких месяцев болезни. В его похоронах на Масличной горе в Иерусалиме участвовали около 30 тысяч человек.